# 池松愛理
池松 愛理（いけまつ あいり、1996年8月28日 - ）は、日本の元アイドル、元歌手、元ダンサー。Rev. from DVL（2015年 - 2017年に在籍）、ラストアイドルファミリー「Good Tears」（2017年 - 2022年に在籍）、USEN-NEXT I'moonのメンバー（2020年 - 2022年に在籍）。
ディスカバリー・ネクストおよびアクティブハカタに所属していた。福岡県久留米市出身。祐誠高等学校卒業。

## 略歴
2007年にアクティブハカタに入所。中学3年生の時にダンスコンテスト・OXE DANCE BATTLEで九州3位に輝く。受験でいったん芸能活動を休むが、高校2年生の時にいちご姫コンテストグランプリに輝く。2014年に初のテレビ出演。2015年12月9日、「Rev. from DVL」新メンバーとなり、同年12月に初ステージを踏む。
2016年4月、ベトナム限定サテライトユニット「Rev.for TEENZ」のメンバーとしてベトナムでデビュー。現地のCMなどに出演。2017年3月31日、「Rev. from DVL」が解散、卒業。その後アクティブハカタで同期であった橋本環奈の所属先であるディスカバリー・ネクストに入所。
2017年9月4日、テレビ朝日「ラストアイドル」への出演がディスカバリー・ネクストから発表。同月9日に出演し、個人名での全国放送初出演。
2018年5月1日にミスマガジン2018のベスト16に選ばれ、7月17日にミスマガジン2018、読者特別賞受賞が発表された。以降、グラビアアイドルとしても活動を開始。 
2020年11月6日、D.LEAGUEのUSEN-NEXT I'moonに所属することが発表された。
2022年5月31日付で、ラストアイドルおよびGood Tearsとしての活動を終了。翌6月1日、2つ所有している自身のTwitterアカウントを一本化。同日以後、元ラストアイドル専用アカウントを新たなメインアカウントとして投稿を続ける。
2022年9月2日、D.LEAGUE 21 - 22 SEASON限りでUSEN-NEXT I'moonを退団することを発表。
2022年9月2日、自身のTwitterにて「自分の表としての活動はやり切った」と報告した。

## 人物
特技はダンス、八段を持つ書道。ピアノ。2016年2月に運転免許証を取得し、愛車はマツダ・ロードスター。
アクティブハカタへの入所は挨拶もできなかった性格を父親が危惧し、挨拶から指導される芸能レッスンを受けさせようとしたこと。このとき受けた事務所オーディションの一つ前の席が橋本環奈であり、その後、橋本は同期入所で一緒にレッスンを受け、同じグループに入り、上京後も同じ事務所となる仲となる。
Rev. from DVL解散後は美容系の会社にいったん就職。アイドル活動がやりきれなかった思いからラストアイドルへ応募した。

## 出演

### テレビ番組
- みんなの青春のぞき見TV TEEN!TEEN!（2014年6月、RKB毎日放送） - 高校生レポーター[18]
- 今日感テレビ（2017年、RKB毎日放送）
- とべとべホークス（TNCテレビ西日本）
- ラストアイドル（2017年10月14日、テレビ朝日）
- ラスアイ ヤンマガ選抜☆ベストショットTV（2020年9月5日、テレ朝チャンネル1）[19]
- クレイツプレゼンツ「私をデートに連れてって」（2020年12月21日、九州朝日放送）

### WEBテレビ
- 矢口真里の火曜The NIGHT（2018年5月9日、8月1日、2019年4月17日、9月11日、AbemaTV）
- UDAGAWA BASEオープン特番（2019年4月17日、AbemaTV）[20]
- ABEMA特番「ラスアイのクロ歴史だってよ!!」（2020年9月19日、AbemaTV）[21]

### 舞台
- 劇団ミスマガジン「ソウナンですか？演劇版」（2018年11月7日 - 11日、新宿シアターブラッツ）[22][23]‐照沼ちあき役
- キューティーハニー The Live～秋の文化祭～（2020年9月30日 - 10月4日、シアター1010）[24]‐水無月乙女 / サイバーハニー役

### イベント
- 池松愛理ファン感謝祭Vol.1（2018年12月2日、博多リバレインホール）
- DISCOVERY’S CHRISTMAS PARTY2018（2018年12月24日、新宿HEAD POWER）

### CM
- 阪九フェリー「恐怖の隣人編」、「ルール編」（2017年9月27日‐終了）‐迷惑な客に悩ませれ鬼ギレ妄想する女子大生役
- KKBOX「どこでも聴ける篇」「動く歌詞篇」「一緒に聴く篇」（2016年2月22日‐2017年3月）‐メインキャラクターK子役
- 良和ハウス「リョリョリョ！良和ハウス_主題歌編」「リョリョリョ！良和ハウス_賃貸編」（2015年11月17日‐終了）お客さん役
- JA全農ふくれん（2017年‐終了）
- 九大進学ゼミ（2017年‐終了）
- カルピスベトナム（2016年）Rev.for TEENZとして出演[25]

### D.LEAGUE
USEN-NEXT I'moonのメンバーとして出場
- 第一生命 D.LEAGUE 20-21（2021年1月10日～2021年6月30日）
- 第一生命 D.LEAGUE 21-22